# دوبروتفير (سفيردلوفسك)
دوبروتفير (Добротвір) هي مدينة في مقاطعة سفيردلوفسك في أوكرانيا.
يبلغ عدد سكانها حوالي 6519 نسمة.